# Roklum
Roklum là một đô thị ở huyện Wolfenbüttel, trong bang Niedersachsen, nước Đức. Đô thị Roklum có diện tích 8,34 km².